# Vladimíra Uhlířová
Vladimíra Uhlířová (České Budějovice, 4 mei 1978) is een voormalig tennisspeelster uit Tsjechië. Zij begon op zevenjarige leeftijd met tennis. Haar favoriete ondergrond is gravel. Zij speelt rechtshandig en heeft een tweehandige backhand. Zij was actief in het proftennis van 2002 tot in 2015, en richtte zich overwegend op het dubbelspel.
In 2003 won zij haar eerste ITF-titel in het vrouwendubbelspel, op het toernooi van Tallahassee (VS), samen met de Sloveense Petra Rampre. In totaal won zij zeventien ITF-titels, de laatste in 2011 in Nassau (Bahama's).
In 2007 won zij haar eerste WTA-titel in het vrouwendubbelspel, op het toernooi van Boedapest, samen met de Hongaarse Ágnes Szávay. In totaal won zij vijf WTA-titels, de laatste in 2011 in Seoel, samen met de Zuid-Afrikaanse Natalie Grandin.
Haar beste resultaat op de grandslamtoernooien is het bereiken van de halve finale, op het US Open 2007, samen met Ágnes Szávay. Haar hoogste notering op de WTA-ranglijst is de achttiende plaats, die zij bereikte in oktober 2007.
Ook in het gemengd dubbelspel was Uhlířová actief. Tweemaal bereikte zij de kwartfinale van een grandslamtoernooi, eenmaal met landgenoot Martin Damm (US Open 2008) en eenmaal met de Slowaak Michal Mertiňák (Roland Garros 2011).

## Posities op deWTA-ranglijst
Positie per einde seizoen:
| jaartal | ranking enkelspel | ranking dubbelspel |
| ------- | ----------------- | ------------------ |
| 2002    | 717               | 760                |
| 2003    | 438               | 304                |
| 2004    | 628               | 221                |
| 2005    | 791               | 90                 |
| 2006    | 923               | 81                 |
| 2007    | 919               | 19                 |
| 2008    | 896               | 31                 |
| 2009    | –                 | 64                 |
| 2010    | 868               | 50                 |
| 2011    | 1140              | 23                 |
| 2012    | 908               | 40                 |
| 2013    | –                 | 101                |
| 2014    | –                 | 844                |
| 2015    | –                 | 1131               |

## Palmares
| Legenda                | Legenda                  |
| ---------------------- | ------------------------ |
| Grandslamtoernooi      |                          |
| Olympische Spelen      |                          |
| Year-End Championships |                          |
| tot 2009               | 2009 – 2020 / vanaf 2021 |
| Tier I                 | Premier Mandatory        |
| Tier II                | Premier Five / WTA 1000  |
| Tier III               | Premier / WTA 500        |
| Tier IV & V            | International / WTA 250  |
|                        | Challenger / WTA 125     |

### WTA-finaleplaatsen enkelspel
Geen.

### WTA-finaleplaatsen vrouwendubbelspel
| nr.              | finaledatum | toernooi          | ondergrond | partner               | tegenstandsters                           | score            |         |
| ---------------- | ----------- | ----------------- | ---------- | --------------------- | ----------------------------------------- | ---------------- | ------- |
| Gewonnen finales |             |                   |            |                       |                                           |                  |         |
| 1.               | 2007-04-23  | WTA Boedapest     | gravel     | Ágnes Szávay          | Martina Müller Gabriela Navrátilová       | 7-5, 6-2         | details |
| 2.               | 2008-04-13  | WTA Amelia Island | gravel     | Bethanie Mattek-Sands | Viktoryja Azarenka Jelena Vesnina         | 6-3, 6-1         | details |
| 3.               | 2009-07-25  | WTA Portorož      | hardcourt  | Julia Görges          | Camille Pin Klára Zakopalová              | 6-4, 6-2         | details |
| 4.               | 2010-07-24  | WTA Portorož      | hardcourt  | Maria Kondratjeva     | Anna Tsjakvetadze Marina Erakovic         | 6-4, 2-6, 10-7   | details |
| 5.               | 2011-09-25  | WTA Seoel         | hardcourt  | Natalie Grandin       | Vera Doesjevina Galina Voskobojeva        | 7–6, 6–4         | details |
| Verloren finales |             |                   |            |                       |                                           |                  |         |
| 1.               | 2007-02-11  | WTA Parijs        | hardcourt  | Gabriela Navrátilová  | Cara Black Liezel Huber                   | 2-6, 0-6         | details |
| 2.               | 2007-02-26  | WTA Doha          | hardcourt  | Ágnes Szávay          | Martina Hingis Maria Kirilenko            | 1-6, 1-6         | details |
| 3.               | 2007-07-23  | WTA Bad Gastein   | gravel     | Ágnes Szávay          | Lucie Hradecká Renata Voráčová            | 3-6, 5-7         | details |
| 4.               | 2008-05-06  | WTA Parijs        | hardcourt  | Eva Hrdinová          | Aljona Bondarenko Kateryna Bondarenko     | 1-6, 4-6         | details |
| 5.               | 2008-07-28  | WTA Los Angeles   | hardcourt  | Eva Hrdinová          | Chuang Chia-jung Chan Yung-jan            | 6-2, 5-7, [4-10] | details |
| 6.               | 2009-10-25  | WTA Luxemburg     | hardcourt  | Renata Voráčová       | Eva Birnerová Barbora Záhlavová-Strýcová  | 6-1, 0-6, [7-10] | details |
| 7.               | 2010-07-31  | WTA Istanbul      | hardcourt  | Maria Kondratjeva     | Eléni Daniilídou Jasmin Wöhr              | 4-6 6-1 9-11     | details |
| 8.               | 2010-09-26  | WTA Seoel         | hardcourt  | Natalie Grandin       | Julia Görges Polona Hercog                | 3–6, 4–6         | details |
| 9.               | 2011-04-25  | WTA Barcelona     | gravel     | Natalie Grandin       | Iveta Benešová Barbora Záhlavová-Strýcová | 7–5, 4–6, [2–10] | details |
| 10.              | 2011-05-21  | WTA Straatsburg   | gravel     | Natalie Grandin       | Akgul Amanmuradova Chuang Chia-jung       | 7–5, 4–6, [9–11] | details |
| 11.              | 2011-07-10  | WTA Boedapest     | gravel     | Natalie Grandin       | Anabel Medina Garrigues Alicja Rosolska   | 2–6, 2–6         | details |
| 12.              | 2011-08-21  | WTA Cincinnati    | hardcourt  | Natalie Grandin       | Vania King Jaroslava Sjvedova             | 4–6, 6–3, [9–11] | details |
| 13.              | 2012-05-26  | WTA Straatsburg   | gravel     | Natalie Grandin       | Volha Havartsova Klaudia Jans-Ignacik     | 7–6, 3–6, [3–10] | details |

## Prestatietabel grandslamtoernooien
| Legenda | Legenda                          |
| ------- | -------------------------------- |
| g.t.    | geen toernooi gehouden           |
| l.c.    | lagere categorie                 |
| –       | niet deelgenomen                 |
| G       | uitgeschakeld in de groepsfase   |
| 1R      | uitgeschakeld in de eerste ronde |
| 2R      | uitgeschakeld in de tweede ronde |
| 3R      | uitgeschakeld in de derde ronde  |
| 4R      | uitgeschakeld in de vierde ronde |
| KF      | uitgeschakeld in de kwartfinale  |
| HF      | uitgeschakeld in de halve finale |
| F       | de finale verloren               |
| W       | het toernooi gewonnen            |
| w-v     | winst/verlies-balans             |

### Vrouwendubbelspel
| Toernooi        | 2006 | 2007 | 2008 | 2009 | 2010 | 2011 | 2012 | 2013 | 2014 | 2015 | w-v   |
| --------------- | ---- | ---- | ---- | ---- | ---- | ---- | ---- | ---- | ---- | ---- | ----- |
| Australian Open | –    | 2R   | 2R   | 1R   | 2R   | KF   | 2R   | 3R   | –    | –    | 9-7   |
| Roland Garros   | 2R   | 3R   | 3R   | 2R   | 2R   | 3R   | 2R   | 1R   | 1R   | 1R   | 10-10 |
| Wimbledon       | 1R   | 2R   | 2R   | 1R   | 1R   | 2R   | 3R   | 2R   | –    | –    | 6-8   |
| US Open         | 1R   | HF   | 1R   | 1R   | 1R   | 1R   | 3R   | –    | –    | –    | 6-7   |

### Gemengd dubbelspel
| Toernooi        | 2007 | 2008 | 2009 | 2010 | 2011 | 2012 | 2013 | w-v |
| --------------- | ---- | ---- | ---- | ---- | ---- | ---- | ---- | --- |
| Australian Open | –    | 1R   | 1R   | –    | –    | 2R   | 1R   | 1-4 |
| Roland Garros   | –    | 2R   | 1R   | –    | KF   | 1R   | –    | 3-4 |
| Wimbledon       | 1R   | 2R   | 1R   | 2R   | 1R   | 1R   | 1R   | 1-7 |
| US Open         | 2R   | KF   | –    | –    | 1R   | 1R   | –    | 3-4 |